# Fernando Andrade Pires de Lima
Fernando de Andrade Pires de Lima GCC • GCSE • CvIP (Santo Tirso, Santo Tirso, 20 de septiembre de 1906-Santo Tirso, Santo Tirso, 4 de septiembre de 1970) fue profesor de derecho en la Universidad de Coimbra, donde se doctoró en 1930, y política durante el Estado Novo. Entre otras importantes funciones, fue ministro de Educación Nacional (4 de febrero de 1947 al 7 de julio de 1955), ministro de Justicia (interino, del 31 de mayo al 30 de julio de 1955) y fiscal de la Cámara Corporativa.

## Biografía
Los de Lima son descendientes por línea femenina de Leonel de Lima, primer vizconde de Vila Nova de Cerveira, y su esposa Filipa da Cunha.
En el departamento de educación, dio un nuevo impulso a la enseñanza técnica, impulsó una campaña contra el analfabetismo y aumentó el apoyo oficial a la enseñanza de Bellas Artes, pero su acción política estuvo marcada por la expulsión, el 18 de junio de 1947, de 26 universitarios; profesores conocidos por sus ideas democráticas. En su carrera académica, fue un civilista de renombre, asumiendo una posición destacada en el movimiento de jurisprudencia conceptual y en el proceso que dio origen al Código Civil portugués de 1966.
El 26 de junio de 1940 fue nombrado Caballero de la Orden de Instrucción Pública, el 1 de agosto de 1953 recibió la Gran Cruz de la Orden Militar de Cristo y el 8 de febrero de 1967 la Gran Cruz de la Antigua, Muy Noble e Ilustrada Orden Militar de Sant'Iago da Espada, del Mérito Científico, Literario y Artístico. El 28 de octubre de 1949 fue nombrado su excelencia Gran Cruz de la Orden de Isabel la Católica durante la dictadura de Francisco Franco.